# 塔耶布·費拉里
塔耶布·費拉里（1979年1月16日—）是一名阿爾及利亞田徑運動員，曾代表國家參加2012年倫敦奧運的男子馬拉松比賽，並未獲得獎牌。

## 外部連結
- 塔耶布·費拉里在的頁面